# Perdere l'amore
"Perdere l'amore" (em português, "Perder o amor") é uma canção de Massimo Ranieri, vencedora do Festival de Sanremo em 1988. É da autoria de Marcello Marrocchi e Giampiero Artegiani e tinha sido apresentada à comissão de seleção do Festival em 1987, com interpretação de Gianni Nazzaro, mas foi descartada. Nos anos seguintes Nazzaro contestou esta decisão, que permanece contraditória.
Além da vitória no Festival, a canção foi um marco na carreira de Ranieri relançando-o no panorama musical após cerca de uma década a dedicar-se principalmente ao teatro. A interpretação do cantor napolitano, não somente vocal mas também mímica (facto para que muito contribuiu a sua veia teatral) durante a atuação foi duma enorme ajuda para exprimir os sentimentos envolvidos no tema, que se refere a uma separação dolorosa vista da perspetiva dum homem que já não é jovem.
O sucesso da canção não se limitou ao Festival, ficou cinco semanas seguidas no primeiro lugar da tabela de classificações na Itália e tornando-se, ao longo dos anos, na mais aplaudida pelo público nos concertos de Ranieri.
O single foi editado em fevereiro de 1988, tendo no lado B a canção Dove sta il poeta, também da autoria de Marrocchi e Artegiani. Ambas as canções pertencem ao álbum Perdere l'amore, lançado em 1988, com a etiqueta CGD.
Perdere l'amore conta com versões de Lara Fabian e Di Quinto Rocco.